# Warcq (Ardennes)
 Warcq ist eine französische Gemeinde mit 1280 Einwohnern (Stand 1. Januar 2022) im Département Ardennes in der Region Grand Est; sie gehört zum Arrondissement Charleville-Mézières und zum Kanton Charleville-Mézières-1.

## Weblinks

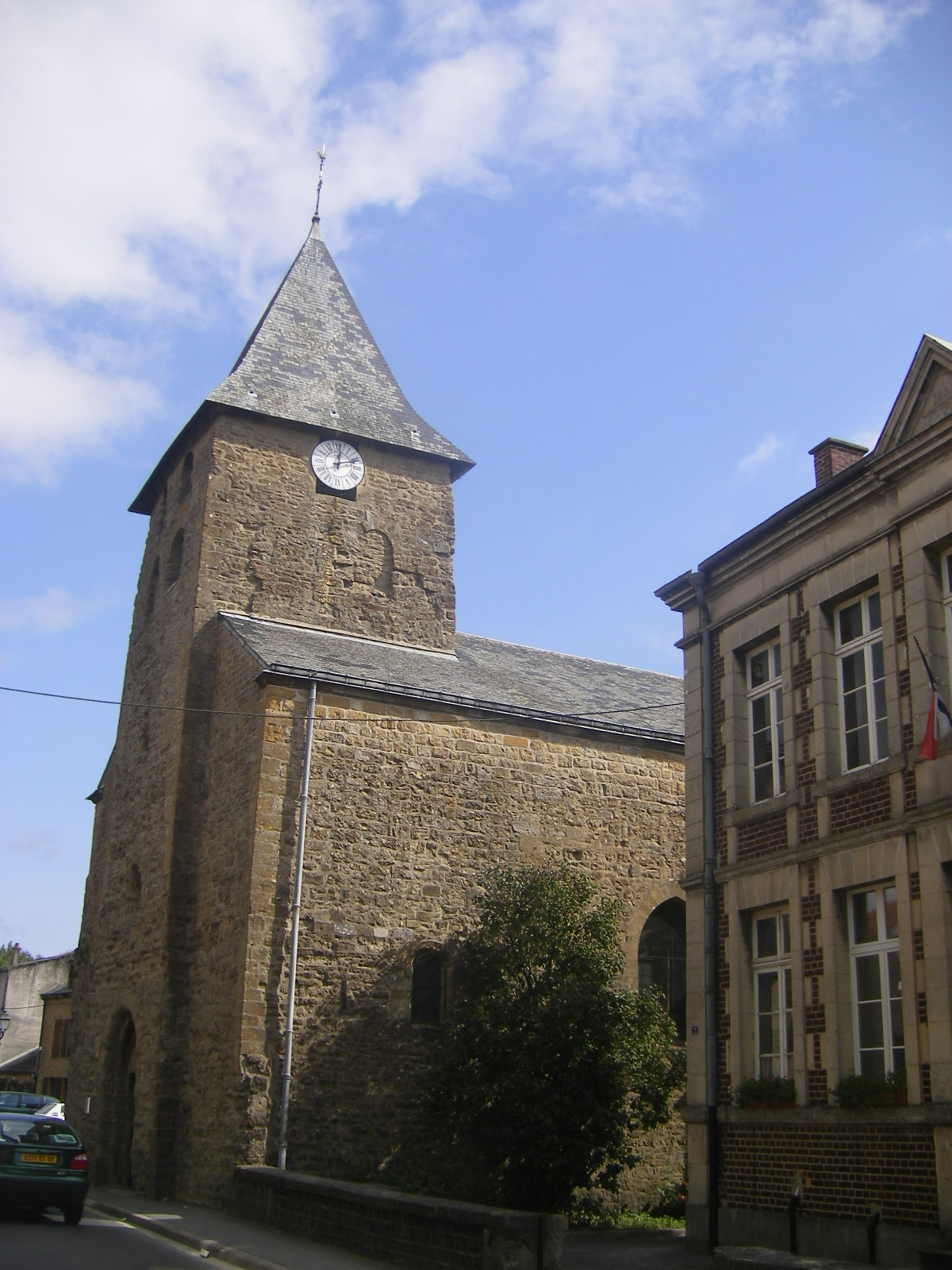
Kirche Saint-Jean-Baptiste

## Bevölkerungsentwicklung
| Jahr      | 1962 | 1968 | 1975 | 1982 | 1990 | 1999 | 2009 | 2014 |
| Einwohner | 1432 | 1490 | 1418 | 1376 | 1528 | 1449 | 1601 | 1297 |